# Air Mundu
Air Mundu is een bestuurslaag in het regentschap Rejang Lebong van de provincie Bengkulu, Indonesië. Air Mundu telt 258 inwoners (volkstelling 2010).